# ヴィルヘルム・ホフマイスター

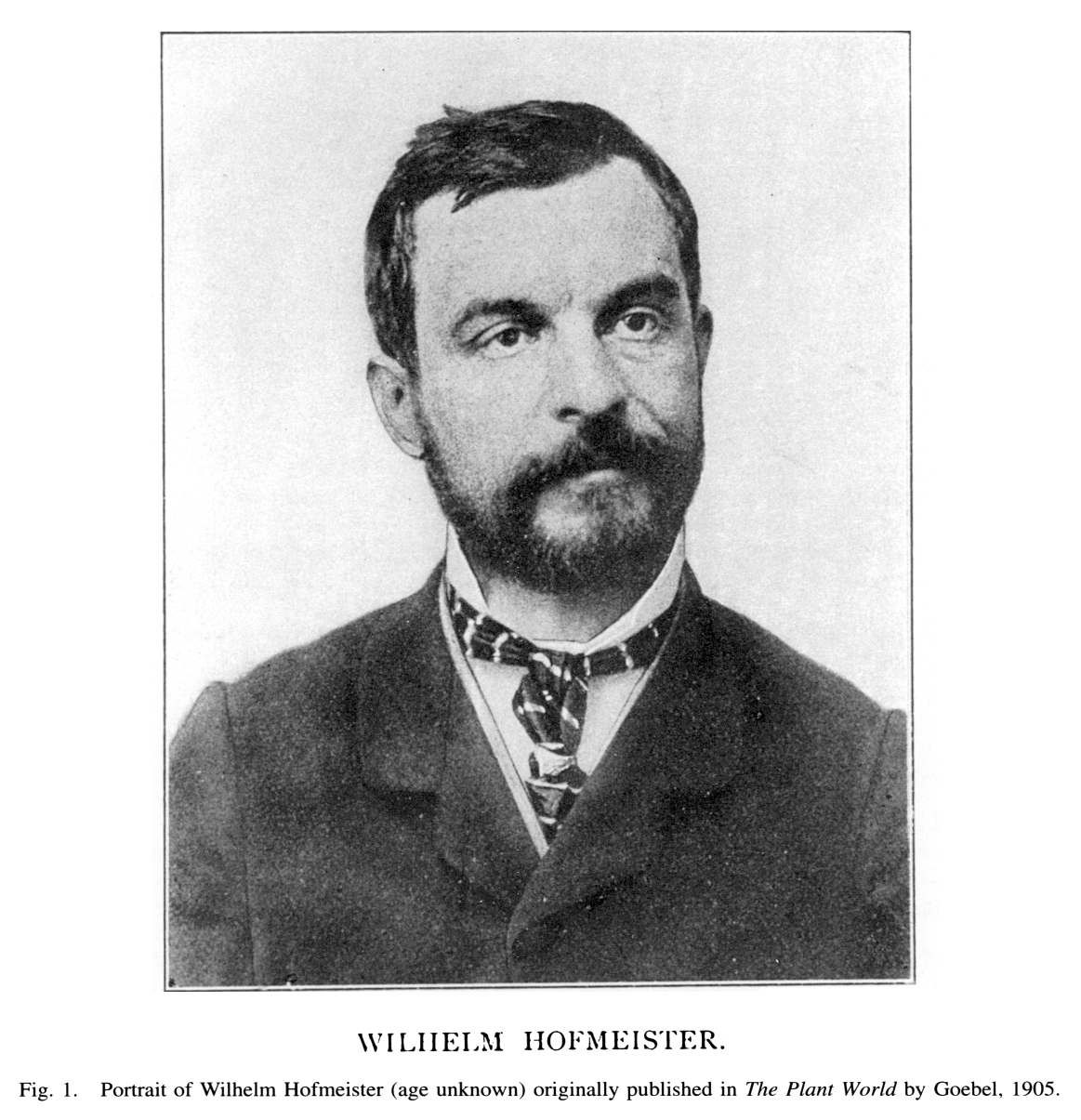
ヴィルヘルム・ホフマイスター

ヴィルヘルム・ホフマイスター（Wilhelm Friedrich Benedikt Hofmeister、1824年5月18日 - 1877年1月12日）は、ドイツの生物学者、植物学者である。植物比較形態学、植物発生学に貢献した。コケ植物、シダ植物、裸子植物の生活史を研究し、植物の受精、世代交代についての多くの事実を明らかにした。細胞分裂に、細胞核の分裂が伴うことや、裸子植物と被子植物の区別を明確にした

## 略歴
ライプツィヒの出版業者の息子に生まれ、15歳で学校を止め、父親の知り合いの書店で働いた。彼の研究は働きに出かける前の早朝の4時から6時にかけて行われた。27歳で植物の世代交代に関する画期的な論文を発表した。大学で教授職を得るのは1863年になってからで、ハイデルベルク大学で教授となり、1872年にテュービンゲン大学に移った。
植物の世代交代の機構の発見者とされ、配偶体生成と胞子体生成の生活環のあることを提案した。この著作は1851年、ダーウィンの『種の起源』の出版の8年前に出版された。1848年には細胞分裂に、細胞核の分裂が伴うことを観察していた。
ホフマイスターの生物学への貢献は広く知られることなく、ドイツ語の著作が1つだけ英語に翻訳されただけであったが、その先駆性が評価されている"。

## 著作
- Untersuchungen des Vorgangs bei der Befruchtung der Oenothereen. In: Botanische Zeitung. 5. Jahrgang, 1847, Sp. 785–792 (= in: 45. Stück, 5. November 1847).
- Die Entstehung des Embryo der Phanerogamen. Eine Reihe mikroskopischer Untersuchungen. Verlag F. Hofmeister, Leipzig 1849.
- Vergleichende Untersuchungen der Keimung, Entfaltung und Fruchtbildung höherer Kryptogamen (Moose, Farrn, Equisetaceen, Rhizocarpeen und Lycopodiaceen) und der Samenbildung der Coniferen. Verlag F. Hofmeister, Leipzig 1851,  (Reprint: Historiae Naturalis Classica 105. Cramer, Vaduz 1979). English translation (by F. Currey): On the germination, development and fructification of the higher Cryptogamia and on the fructification of the Coniferae. Ray Society, London, 1862.
- Neue Beiträge zur Kenntniss der Embryobildung der Phanerogamen.  1. Dikotyledonen mit ursprünglich einzelligem, nur durch Zellentheilung wachsendem Endosperm. S. Hirzel, Leipzig, pp. 536–672. 1859.
- Neue Beiträge zur Kenntniss der Embryobildung der Phanerogamen.  2. Monokotyledonen. S. Hirzel, Leipzig, pp. 632–760. 1861.
- Die Lehre von der Pflanzenzelle. In: W. Hofmeister (ed.): Handbuch der Physiologischen Botanik I-1. W. Engelmann, Leipzig. 1867.
- Allgemeine Morphologie der Gewächse. In: W. Hofmeister (ed.): Handbuch der Physiologischen Botanik I-2. W. Engelmann, Leipzig. 1868.